# アレキサンドリーヌ・ティニ

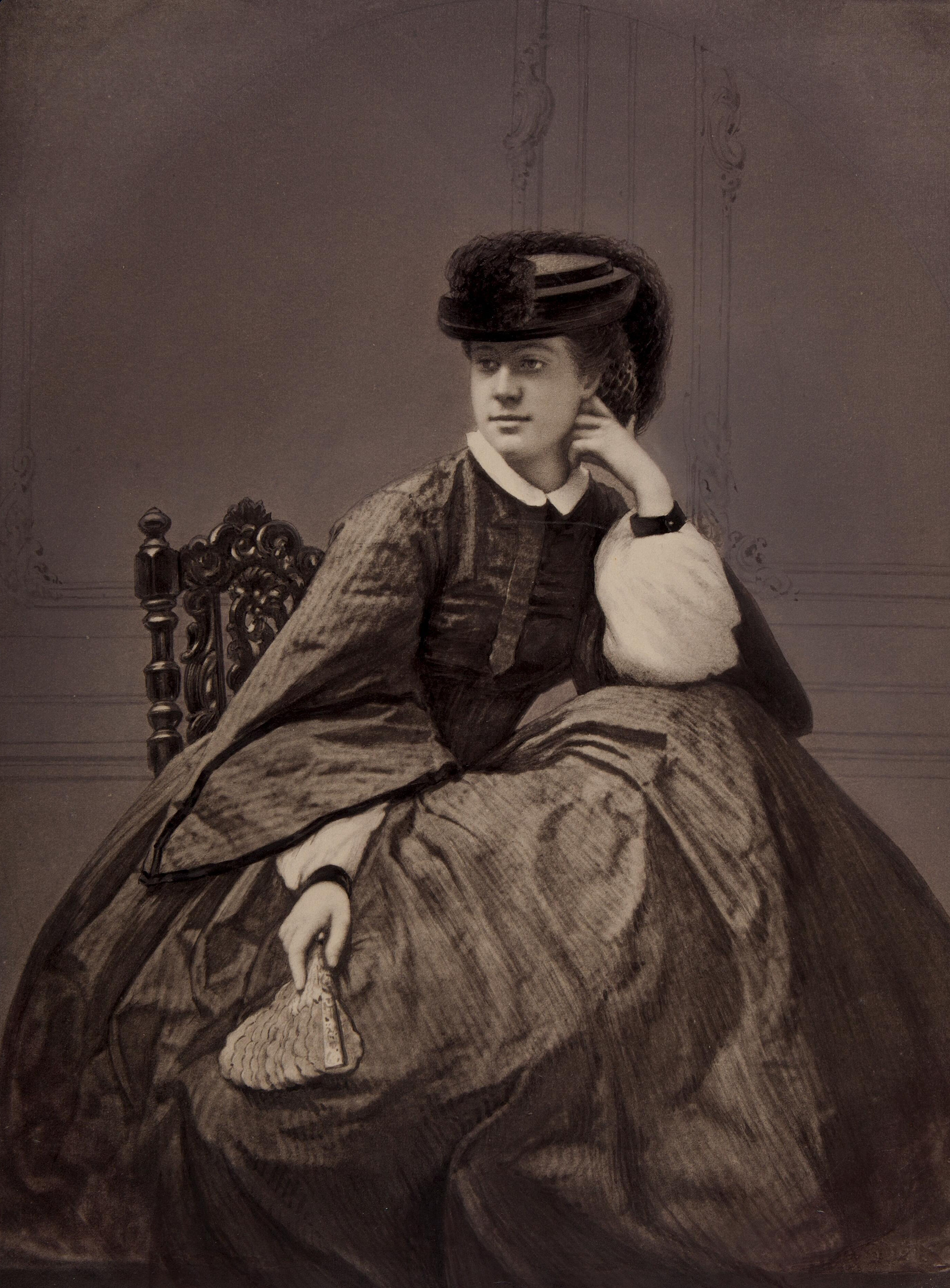
アレキサンドリーヌ・ティニ

アレキサンドリーヌ・ティニ（Alexandrine Petronella Francina Tinne (または Pieternella, Françoise, Tinné、1835年10月17日 – 1869年8月1日）は、富豪の娘で、オランダの探検家である。エジプトへの探検隊などを組織した。またサハラ砂漠を横断するヨーロッパの最初の女性になろうとして探検を行ったが、現地人に殺害された。

## 生涯
オランダのハーグに生まれた。父親はナポレオン戦争時にイギリスに移住して帰国した裕福な商人で、母はオランダの副提督の娘であった。家庭教師から教育を受け、ピアノの演奏に長じた。10歳の時、父親が死んで、アレキサンドリーヌはオランダで最も多額の遺産を受け取ることになった。母親とノルウェー、イタリア、中東からエジプトに旅行した。エジプトでは科学探検隊に合流し、ナイル川を遡上した。当時発明された写真術を覚えた。1861年に再びヨーロッパを後にし、1862年1月9日から、母親と叔母とともに300人の隊員と100頭のラクダを組織して、ナイル川をさかのぼる探検を開始した。ハルツームから白ナイルを遡り、その地域を探検した。2人の科学者、テオドール・フォン・ホイグリン（Theodor von Heuglin）とヘルマン・シュトイドナー（Hermann Steudner）が1863年2月に合流し、スーダンのバハル·エル·ガザルの未踏地の探検を行った。探検隊は熱病に苦しめられ、1864年4月にシュトイドナーが死に、6月に母親が死んだ。7月にハルツームに帰還した後、叔母も死んだ。この探検の地理学的、科学的記録はホイグリンが1865年のDie Tinnésche Expedition im westlichen Nilgebietと1869年の das Gebiet des Weissen Nilsとして発表した。 この時採集された植物には、24の新種が含まれ、Plantes Tinnaennesに記載された。その後4年間は、カイロでオリエンタル・スタイルで暮らし、アルジェリア、チュニジアや中東地域に旅した。

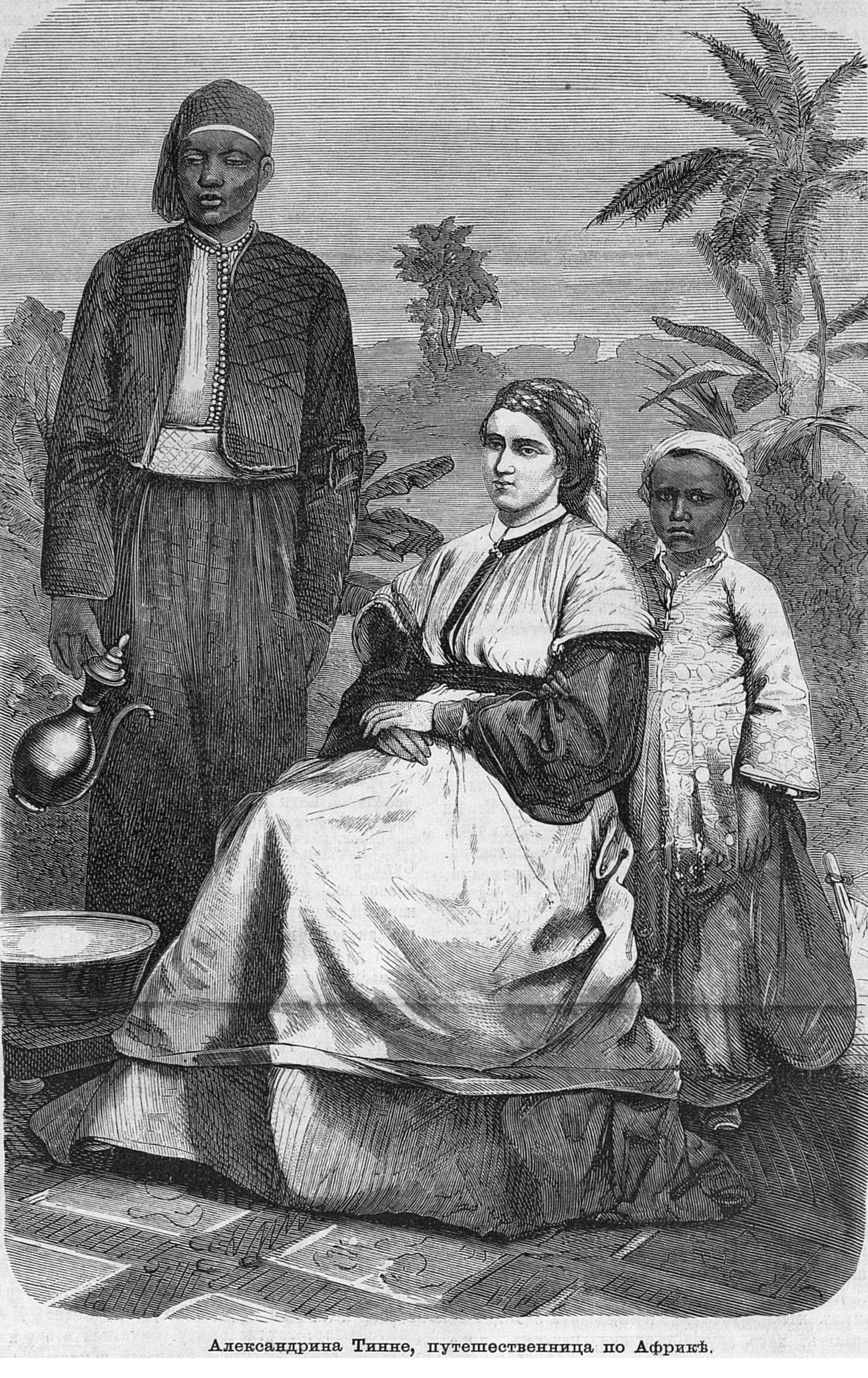
アレキサンドリーヌ・ティニ

1869年1月、アレキサンドリーヌは隊商とトリポリからチャド湖に旅し、Murzuqでサハラ砂漠横断を計画していたドイツ人グスタフ・ナハティガルに出会い、サハラ砂漠の横断を試みたが、サハラ砂漠でトゥアレグ族に惨殺された。